# 5227 Bocacara
5227 Bocacara è un asteroide della fascia principale. Scoperto nel 1986, presenta un'orbita caratterizzata da un semiasse maggiore pari a 2,2912418 UA e da un'eccentricità di 0,0868691, inclinata di 8,62251° rispetto all'eclittica.